# Mycella
Mycella er en blød og mild dansk blåskimmelost fra Bornholm. Den er fremstillet af komælk og har et fedtindhold på 50%-60%, lys gul og uden skorpe, også kendt som dansk gorgonzola.
Navnet kommer af mycelium, som betyder svampelegeme. Navngivningen indgik i Stresa-konventionen i 1952.